# EasyJet Europe
EasyJet Europe és una aerolínia de baix cost establerta a Àustria. És una filial d'EasyJet. Es posà en marxa el 20 de juliol del 2017. A agost del 2019, la seva flota incloïa 45 Airbus A319-100 i 91 Airbus A320-200, amb els quals duu a terme vols a destinacions europees i del sud i est de la conca del Mediterrani. L'aerolínia fou fundada a conseqüència del resultat del referèndum sobre la pertinença del Regne Unit a la Unió Europea, a causa de la necessitat d'EasyJet d'obtenir un certificat d'operador aeri (AOC) en un altre estat membre de la Unió Europea (UE) per poder continuar volant a la UE després de la sortida del Regne Unit de la Unió Europea.